# جائزة لوريوس العالمية
جائزة لوريوس الرياضية العالمية لرياضي العام: هي جائزة يتم منحها سنويا إلى الرياضيين الذين كانوا ضمن القائمة خلال السنة السابقة، وأنشئت لوريوس العالمية الرياضية في عام 1999 من قبل المؤسسين دايملر وريتشمونت وبدعم من قبل شركائها العالميين مرسيدس بنز، أي دبليو سي شافهاوزن، وفودافون، وعقد المهرجان الأول في 25 مايو 2000 في مدينة مونتي كارلو، بعد ذلك بعامين تم إطلاق جوائز لوريوس الرياضية العالمية في موناكو وكان الأمير ألبرت المضيف الرسمي وبحضور نيلسون مانديلا كضيف شرف.
عملية الاختيار تتم على مرحلتين، أولا لجنة اختيار من الشركات العالمية الرائدة في الألعاب الرياضية الكتاب والمحررين والمذيعين من الأصوات أكثر من 80 بلدا لإنشاء قائمة مختصرة من ستة ترشيحات في كل فئة. ويتم رصد عملية التصويت من قبل مدققي الحسابات المستقلين برايس ووترهاوس كوبرز عن التصويت ثم يقوم أعضاء الأكاديمية لوريوس العالمية الرياضية عن طريق الاقتراع السري لاختيار الفائزين بالجائزة.
ويعتبر لاعب التنس السويسري روجر فيدرير صاحب الرقم القياسي بفوزه بالجائزة 5 مرات منها 4 مرات متتاليه وهذا يعتبر رقم قياسي

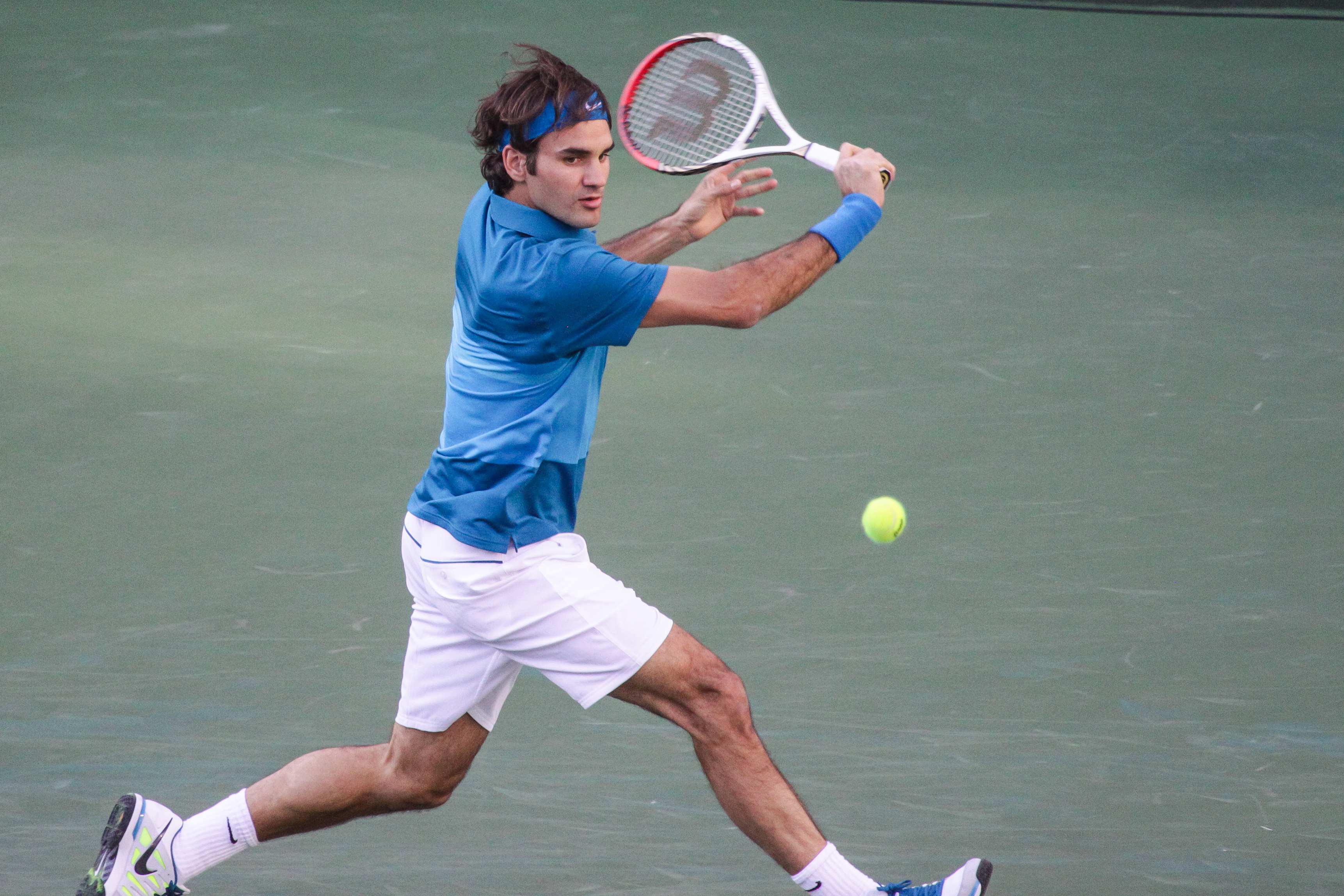
روجر فيدرير

ويعتبر اللاعب الأرجنتيني الدولي ليونيل ميسي أول لاعب كرة قدم في العالم يحصل علي الجائزة في الالعاب الجماعية عام 2020

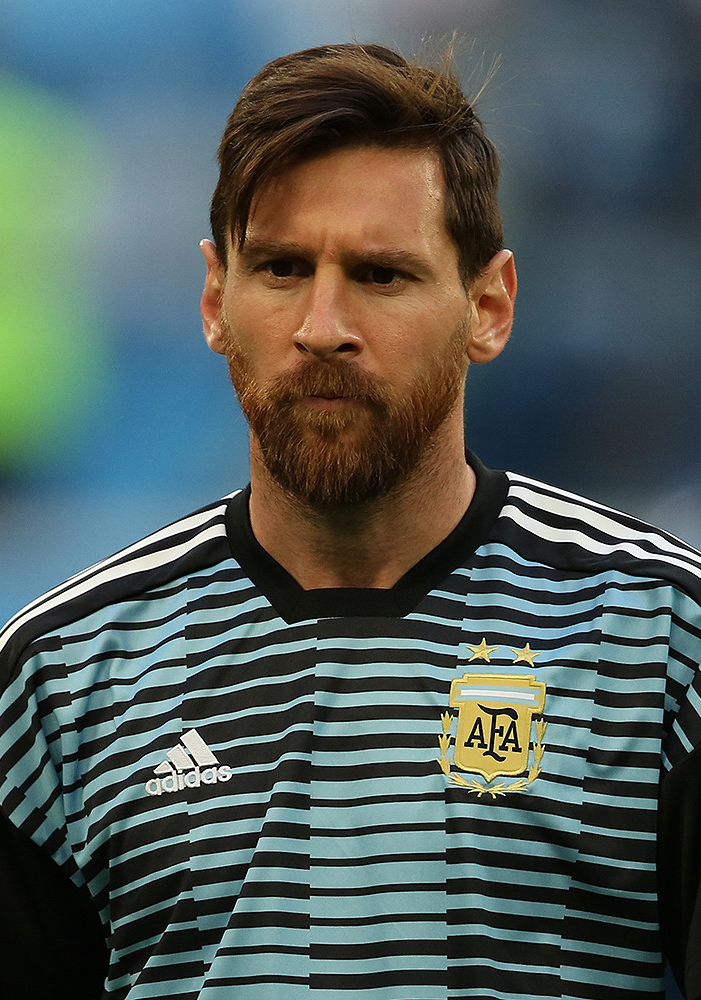
ليونيل ميسي

لجنة الاختيار الاعلامية تقوم بتحديد:
- رياضي لوريوس العالمية لهذا العام
- رياضية لوريوس العالمية لهذا العام
- فريق لوريوس العالمي لهذا العام
- شخصية لوريوس الرياضية الجديدة لهذا العام
- شخصية لوريوس الرياضية العائدة من جديد

هناك فئتان من صوتوا لصالح الفريق المتخصص:
- رياضي لوريوس العالمي لهذا العام، اختارت لجنة من الشركات العالمية الرائدة في الصحافيون الرياضيون البديلة
- رياضي لوريوس ذو الإعاقة العالمي لهذا العام، التي يشرف عليها اللجنة التنفيذية للجنة الأولمبية الدولية للمعاقين.

ويتم اختيار ثلاثة يكرم غيرها من الرعاة المؤسسين والأكاديمية.
- جائزة لوريوس إنجاز العمر
- جائزة لوريوس الرياضة من أجل الخير
- جائزة لوريوس للروح الرياضية (منذ 2005)

## التاريخ

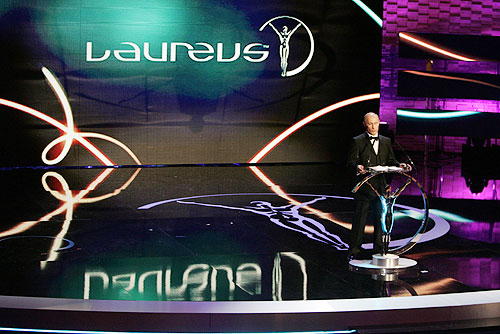
مسرح ماريانسكي سان بطرسبرج. في حفل توزيع جوائز أكاديمية لوريوس العالمية الرياضية بحضر الرئيس الروسي فلاديمير بوتين

وكان ذلك في أوائل التسعينات حين تبلورت الفكرة إلى حقيقة والتي ستصبح في نهاية المطاف لوريوس والحلم الذي راود لأول مرة إلى يوهان روبرت، رئيس مجلس إدارة شركة السلع الفاخرة ريتشمونت وكان روبرت وأشار عشاق الرياضة، في حفل عشاء مع المحتفى الدولية الظل مونتي مصور ومفكر إزاء حقيقة أنه لم يكن هناك جائزة نوبل أو جوائز الأوسكار على غرار جوائز للرياضة.
لم يكن حتى عام 1998 أن ريتشمونت ودايملر فريقا للحصول على المشروع بعيدا عن الأرض. بعد ذلك بعامين تم إطلاق جوائز لوريوس الرياضية العالمية في موناكو بحضور نيلسون مانديلا كضيف شرف.
لتحقيق الأهداف التي حددها مؤسسوها، أقر بأن لوريوس بحاجة إلى أن تكون أكثر بكثير من مجرد حدث السجادة الحمراء الرائعة كان عليها أن تكون مؤسسة خيرية على مدار السنة مكرسة لإحداث التغيير الاجتماعي من خلال الرياضة. وهكذا ولدت لوريوس الرياضية للمؤسسة جيد وعملها تركز على مساعدة الشباب التغلب على تحدي القضايا الاجتماعية مثل الفقر والتشرد، والحرب والعنف والمخدرات التمييز وسوء المعاملة والإيدز.
دعم المؤسسة أكاديمية لوريوس العالمية الرياضية، فريق متخصص من 46 رياضيا الأسطوري رجالا ونساء، الذين تطوعوا جميع خدماتها لهذه القضية، بصفته سفيرا العالمية، وزيارة مشاريع لتشجيع الشباب على المشاركة في الرياضة، وتوجيه انتباه الجمهور لهذه المشاكل.

## الفائزون حسب الفئات
يتم تجميع قائمة المرشحين من قبل لجنة الاختيار التي تتألف من كبار الصحافيين الرياضيين من البلدان في جميع أنحاء العالم، والدعوة موجهة من قبل مؤسسة لوريوس وتتم تسمية المرشحين في فبراير من كل عام.

### رياضي العام
| عام  | رياضي                      | رياضي                | رياضيات          | رياضيات               |
| عام  | الأسم                      | الرياضة              | الأسم            | الرياضة               |
| ---- | -------------------------- | -------------------- | ---------------- | --------------------- |
| 2022 | ماكس فيرستابين             | سباق سيارات          | إلين ثومبسون     | ألعاب القوى           |
| 2021 | رفاييل نادال               | كرة المضرب           | نعومي أوساكا     | كرة المضرب            |
| 2020 | ليونيل ميسي و لويس هاملتون | كرة القدم وفورمولا 1 | سيمون بايلز      | جمباز                 |
| 2019 | نوفاك دجوكوفيتش            | كرة المضرب           | سيمون بايلز      | جمباز                 |
| 2018 | روجر فيدرير                | كرة المضرب           | سيرينا ويليامز   | كرة المضرب            |
| 2017 | يوسين بولت                 | عدو سريع             | سيمون بايلز      | جمباز                 |
| 2016 | نوفاك دجوكوفيتش            | كرة المضرب           | سيرينا ويليامز   | كرة المضرب            |
| 2015 | نوفاك دجوكوفيتش            | كرة المضرب           | جينزيبي ديبابا   | ألعاب قوى             |
| 2014 | سباستيان فيتل              | فورمولا 1            | ميسي فرانكلين    | سباحة                 |
| 2013 | يوسين بولت                 | عدو سريع             | جيسيكا إنيس      | السباعي (ألعاب القوى) |
| 2012 | نوفاك ديوكوفيتش            | كرة المضرب           | فيفيان تشيرويوت  | ألعاب القوى           |
| 2011 | رافائيل نادال              | كرة المضرب           | ليندسي فون       | التزلج الآلبي         |
| 2010 | يوسين بولت                 | ألعاب القوى          | سيرينا ويليامز   | كرة المضرب            |
| 2009 | يوسين بولت                 | ألعاب القوى          | يلينا ايزينبايفا | ألعاب القوى           |
| 2008 | روجر فيدرير                | كرة المضرب           | جوستين هينان     | كرة المضرب            |
| 2007 | روجر فيدرير                | كرة المضرب           | يلينا ايزينبايفا | ألعاب القوى           |
| 2006 | روجر فيدرير                | كرة المضرب           | يانيكا كوستيليتش | التزلج الآلبي         |
| 2005 | روجر فيدرير                | كرة المضرب           | كيلي هولمز       | ألعاب القوى           |
| 2004 | مايكل شوماخر               | فورمولا وان          | انيكا سورينستام  | كرة الغولف            |
| 2003 | لانس آرمسترونج             | ركوب الدراجات        | سيرينا ويليامز   | كرة المضرب            |
| 2002 | مايكل شوماخر               | فورمولا وان          | جنيفر كابرياتي   | كرة المضرب            |
| 2001 | تايغر وودز                 | كرة الغولف           | كاثي فريمان      | ألعاب القوى           |
| 2000 | تايغر وودز                 | كرة الغولف           | ماريون جونز      | ألعاب القوى           |

### فريق العام
| عام  | فريق العام                              | فريق العام         |
| عام  | اسم                                     | الرياضة            |
| ---- | --------------------------------------- | ------------------ |
| 2022 | منتخب إيطاليا                           | كرة القدم          |
| 2021 | بايرن ميونخ                             | كرة القدم          |
| 2020 | منتخب جنوب أفريقيا الوطني لإتحاد الركبي | كرة الركبي         |
| 2019 | منتخب فرنسا                             | كرة القدم          |
| 2018 | فريق مرسيديس إي ام جي                   | فورمولا 1          |
| 2017 | فريق شيكاغو كابز                        | كرة القاعدة        |
| 2016 | فريق نيوزيلندا الوطني                   | كرة الركبي         |
| 2015 | منتخب ألمانيا                           | كرة القدم          |
| 2014 | بايرن ميونخ                             | كرة القدم          |
| 2013 | فريق أوروبا في كأس رايدر                | غولف               |
| 2012 | نادي برشلونة                            | لعبة كرة القدم     |
| 2011 | منتخب إسبانيا لكرة القدم                | لعبة كرة القدم     |
| 2010 | فريق براون جي بي                        | فورمولا وان        |
| 2009 | منتخب الصين الأولمبي                    | الألعاب الأوليمبية |
| 2008 | منتخب جنوب أفريقيا الوطني لاتحاد الرغبي | رياضة الرغبي       |
| 2007 | منتخب إيطاليا لكرة القدم                | لعبة كرة القدم     |
| 2006 | فريق لوتس                               | فورمولا وان        |
| 2005 | منتخب اليونان لكرة القدم                | لعبة كرة القدم     |
| 2004 | منتخب إنجلترا لاتحاد الرغبي             | رياضة الرغبي       |
| 2003 | منتخب البرازيل لكرة القدم               | لعبة كرة القدم     |
| 2002 | منتخب أستراليا للكريكت                  | الكريكت            |
| 2001 | منتخب فرنسا لكرة القدم                  | لعبة كرة القدم     |
| 2000 | نادي مانشستر يونايتد                    | لعبة كرة القدم     |

## أعضاء أكاديمية لوريوس العالمية الرياضية

### أعضاء لوريس سابقون
- بيليه (البرازيل) تقاعد من الأكاديمية في عام 2007.
- مايكل جوردان (الولايات المتحدة) - كرة السلة
- ياسوهيرو ياماشيتا (اليابان) - الجودو
- جريج لوموند (الولايات المتحدة) - ركوب الدراجات
- جاكي جوينر كيرسي (الولايات المتحدة) - ألعاب القوى
- شوجار راي ليونارد (الولايات المتحدة) - الملاكمة
- نيكي لاودا (النمسا) - سباق السيارات
- ميشيل بلاتيني (فرنسا) - كرة القدم